# Hillary Scott (actrice pornographique)
Pour les articles homonymes, voir Scott et Hillary Scott.
Ne doit pas être confondu avec Hillary Scott (chanteuse).
Hillary Scott (née le 3 février 1983 à Naperville dans l'État de l'Illinois en banlieue de Chicago) est une actrice pornographique américaine.

## Biographie
Originaire de Naperville, Hillary a grandi à Chicago. Elle a commencé à s'intéresser à la pornographie à 11 ans lorsqu'elle a pu recevoir les chaines câblées dans sa chambre. Durant ces années de collège et de lycée, elle sortit avec plusieurs étudiants mais n'a jamais eu de relation sexuelle avec un garçon avant 16 ans.
Elle travailla un temps dans une banque après avoir obtenu ses diplômes, mais s'en lassa rapidement.
Après ses études, elle a été mariée pendant six mois.
Elle déménagea à Los Angeles en 2004 pour rentrer dans l'industrie pornographique. Après avoir brillé dans nombre de films gonzo où elle s'est démarquée des autres actrices par ses performances anales, elle a obtenu un AVN award en 2006 dans la catégorie meilleure scène orale et meilleur Gang bang dans Darkside. Elle a aussi obtenu le XRCO Award dans la catégorie Meilleure nouvelle starlette.
Hillary Scott remplace en 2007 Jessica Sweet dans la série "Britney Rears" (#1-4) une parodie de Britney Spears.
Hillary Scott utilise souvent un langage assez vulgaire dans son jeu et travaille sans préservatif.

## Distinctions
- AVN Awards
  - 2006 : "Meilleure scène orale"
  - 2006 : "Meilleure scène de groupe"(with Alicia Alighatti, Penny Flame, Dillan Lauren, Randy Spears & John West)
  - 2007 : "Actrice de l'année"
  - 2007 : "Meilleure actrice"
  - 2008 : AVN Award Meilleure actrice dans un second rôle - vidéo (Best Supporting Actress (Video)) pour Upload[3]
  - 2009 : AVN Award for Best Group Sex Scene – Icon (avec Heidi Mayne, Mark Davis, Alec Knight, Cheyne Collins & Alex Sanders)
- XRCO Awards
  - 2006 : "Meilleure nouvelle starlette"
  - 2006 : "Orgasmic oralist"
  - 2007 : XRCO Award for Best Actress – Corruption
  - 2007 : XRCO Award for Orgasmic Analist
  - 2007 : XRCO Award for Orgasmic Oralist
  - 2007 : XRCO Award for Superslut
  - 2007 : XRCO Award for Best Actress – Corruption
  - 2008 : XRCO Award "Orgasmic Analist"

Autres
- 2008 : F.A.M.E. Awards - Dirtiest Girl in Porn[4]
- 2005 : CAVR Award - Starlet of the Year
- 2006 : CAVR Award - Star of the Year